# Іваницька Марія Лонгинівна
Іваницька Марія Лонгинівна (14 травня 1968, Збараж, Тернопільська обл.) — доктор філологічних наук (1994), доцент (1997), професор (2020), колишня завідувачка кафедри германської філології та перекладу [Архівовано 17 січня 2021 у Wayback Machine.] (2016-2021) Київського національного університету імені Тараса Шевченка. Є віце‑президентом та членом президії Української спілки германістів вищої школи, членом Асоціації українських германістів (координатором по Київській області), членом Всеукраїнської асоціації викладачів перекладу.
У 2013–2015 рр. була членом спеціалізованої вченої ради у Херсонському державному університеті, на разі є членом двох спеціалізованих вчених рад для захисту дисертації у Харківського національному університеті імені Каразіна та у Київському Національному Лінгвістичному університеті.

## Життєпис

### Навчання
У 1990 році закінчила навчання в Чернівецькому державному університеті за спеціальністю «Романо‑германська філологія» та отримала кваліфікацію «філолога, викладача німецької мови та літератури».
У 1990–1994 рр. навчалася в аспірантурі Чернівецького державного університету. 
У 1994 р. захистила кандидатську дисертацію на тему «До питання про співвідношення семантики і синтаксису німецької мови (на матеріалі складнопідрядних речень)», отримавши науковий ступінь кандидата філологічних наук.  

### Стажування
Перебувала на стажуванні за кордоном: 
- 1992–1993 рр. – університет м. Відень (Австрія),
- 1998–1999 рр. – університет м. Дюссельдорф (Німеччина),
- 2013–2014 рр. – університет імені Гумбольдта, Берлін (Німеччина),
- 2014 р. – університет м. Тюбінген (Німеччина),
- 2018 р. – університет м. Бохум (Німеччина), виступала з науковими доповідями в Тюбінгенському та Берлінському університетах.

### Робота
1997 р. — доцент кафедри німецької мови і загального мовознавства Чернівецького державного університету імені Юрія Федьковича. У 2000 р. отримала вчене звання доцента. 
З 2000 р. працює в Київському національному університеті імені Тараса Шевченка, спочатку на кафедрі теорії і практики перекладу германських мов, з 2003 р. – на кафедрі теорії і практики перекладу з німецької мови. 
2016-21 рр. – завідувач кафедри германської філології та перекладу Інституту філології КНУ.
У 2016 р. захистила докторську дисертацію на тему «Особистісний вимір в історії українсько-німецького художнього перекладу» за спеціальністю перекладознавство. 

## Праці
Має понад 80 друкованих праць, перекладів творів німецькомовної художньої літератури, уклала збірку творів сучасної німецької літератури «Усі інші». 
Перекладала на рівні керівництва держави, міністерств та посольств. Неодноразово була модератором, учасником та перекладачем на міжнародних освітніх, наукових та культурних заходах, як от на Міжнародних книжкових ярмарках «Арсенал» (у Києві) та «Форумі видавців» у Львові.
Брала участь у 50 Міжнародних і Всеукраїнських наукових конференціях, зокрема в м. Мюнстер (Німеччина, 1997), Людвігсбург (Німеччина, 2001), Вроцлав (Польща, 2013), Москва (Росія, 2013), Ляйпціг (Німеччина, 2016), Фрібург (Швейцарія, 2017).
Під керівництвом Іваницької М.Л. захищено 3 кандидатські дисертації з перекладознавства. Має сертифікат про володіння німецькою мовою на рівні С2.

## Проєкти
Координувала такі міжнародні проєкти:
- «ТрансСтар Європа» http://transstar-europa.com/projekt/ [Архівовано 28 листопада 2020 у Wayback Machine.]  (під егідою ЄС, 2013–2015), спрямований на підвищення кваліфікації молодих перекладачів художньої літератури;
- «Студентське самоврядування в Україні та Німеччині» (2010) - https://kops.uni-konstanz.de/bitstream/handle/123456789/12941/Broschüre3.5_kleine%20Auflösung.pdf?sequence=3&isAllowed=y
- літня школа «Відкрий для себе Україну» для студентів‑славістів університету м. Грац (Австрія, 2011) ;
- партнерство з гімназією міста Люхов (Німеччина, 2010–2011) - http://www.gymnasium-luechow.de/schulpartnerschaften/ukraine/ [Архівовано 15 січня 2020 у Wayback Machine.]
- проект «Німецька мова поєднує» для студентів кафедри, спрямований на підготовку німецькомовних екскурсоводів (у рамках року німецької мови в Україні, 2017–2018) https://www.goethe.de/ins/ua/de/m/spr/unt/vdl.cfm?fuseaction=events.detail&event_id=21110193